# سیارک ۱۳۹۱۴
سیارک ۱۳۹۱۴ (به انگلیسی: 13914 Galegant، نامگذاری:1980LC1) سیزده هزار و نهصد و چهاردهمین سیارک کشف شده‌است که در ۱۱ ژوئن ۱۹۸۰ کشف شد.
قدر مطلق سیارک برابر ۳۳.۸ است.